# Fly on the Wings of Love
Fly on the Wings of Love è un brano musicale interpretato dal duo danese Olsen Brothers e pubblicato nel 2000.
La canzone ha vinto l'Eurovision Song Contest 2000 tenutosi a Stoccolma.

## Descrizione
La canzone è stata scritta e composta da Jørgen Olsen, uno dei due membri del gruppo insieme a Niels Olsen.
Il brano ha vinto l'ESC 2000 ottenendo in finale il punteggio di 195 punti.

## Successo commerciale
Con 22 329 copie vendute, Fly on the Wings of Love, nella sua versione originale in lingua danese Smuk som en stjerneskud, è stato il 5º CD singolo più acquistato del 2000 in Danimarca.

## Classifiche
| Classifica (2000) | Posizione massima |
| ----------------- | ----------------- |
| Austria           | 11                |
| Belgio (Fiandre)  | 16                |
| Danimarca         | 1                 |
| Germania          | 7                 |
| Norvegia          | 5                 |
| Paesi Bassi       | 45                |
| Svezia            | 1                 |
| Svizzera          | 17                |